# Hemhem

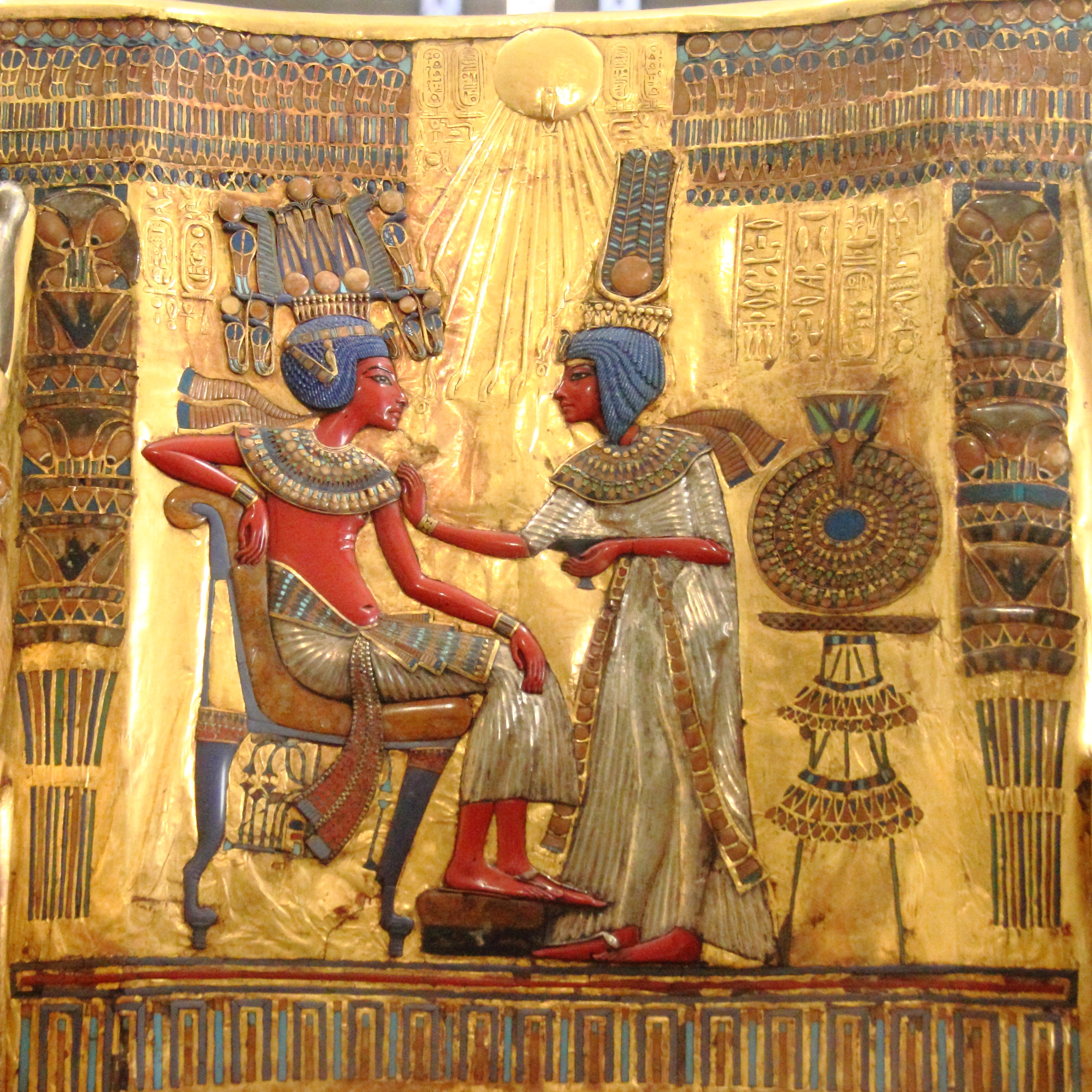
Phù điêu mô tả Tutankhamun đang đội Hemhem, người bên phải là Ankhesenamun

Hemhem là vương miện được sử dụng bởi các vị pharaon Ai Cập cổ đại, và cũng là mũ đội đầu của các vị thần.

## Mô tả

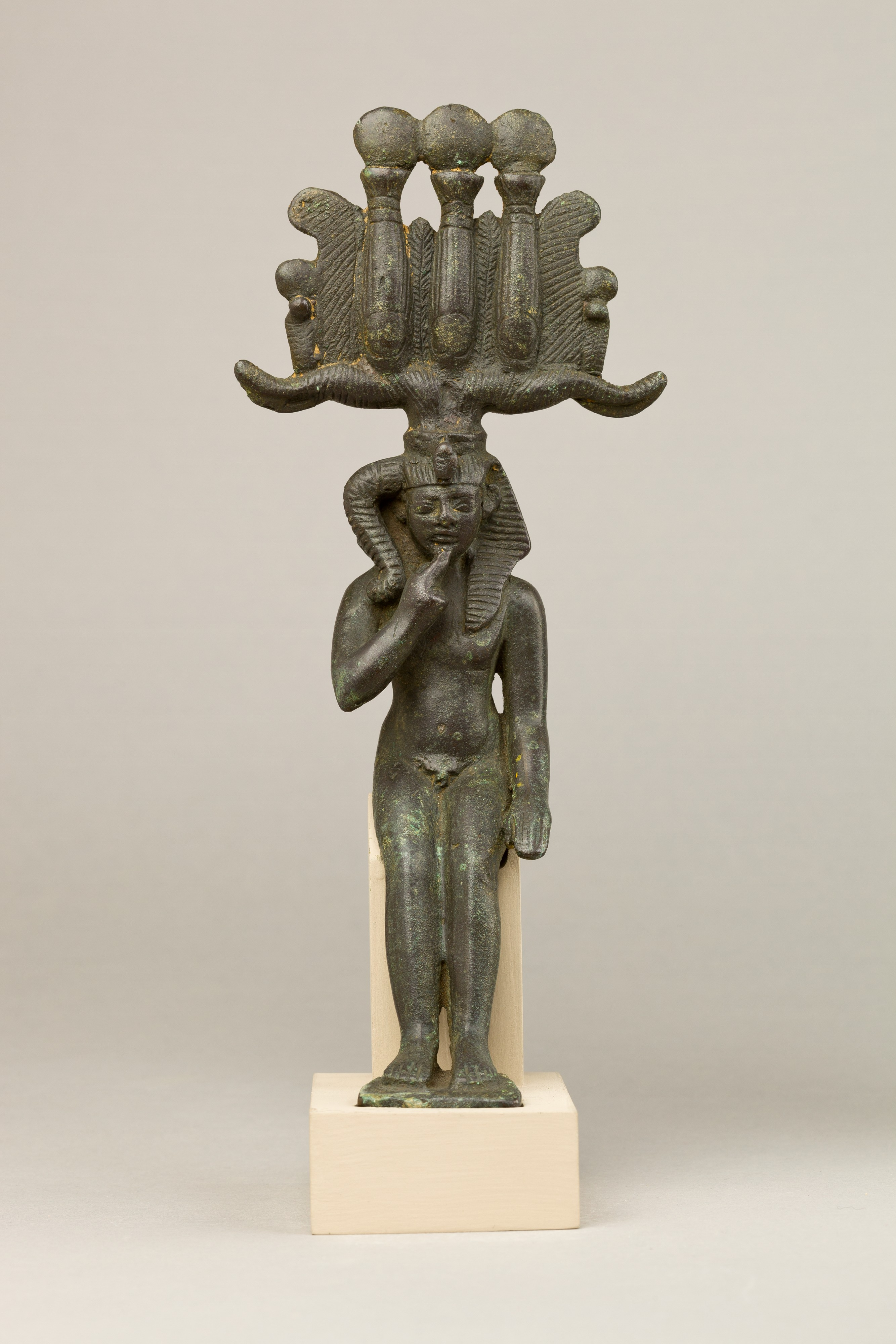
Bức tượng của một đứa trẻ đội vương miện Hemhem

Trong tiếng Ai Cập cổ đại, hemhem có nghĩa là "la hét", có thể là ám chỉ cho cái tù và dùng trong các trận chiến. Hemhem được ghép từ 3 chiếc vương miện Atef, vì điều này mà đôi khi nó được gọi là Vương miện Tam Atef. Hemhem được trang trí thêm một cặp sừng và được gắn thêm các biểu tượng uraeus và mặt trời. Phần mũ có thể được làm từ lau sậy, vải vóc và lông vũ.
Vương miện này thể hiện sức mạnh của các pharaon và được đội trong các nghi lễ quan trọng.

## Lịch sử

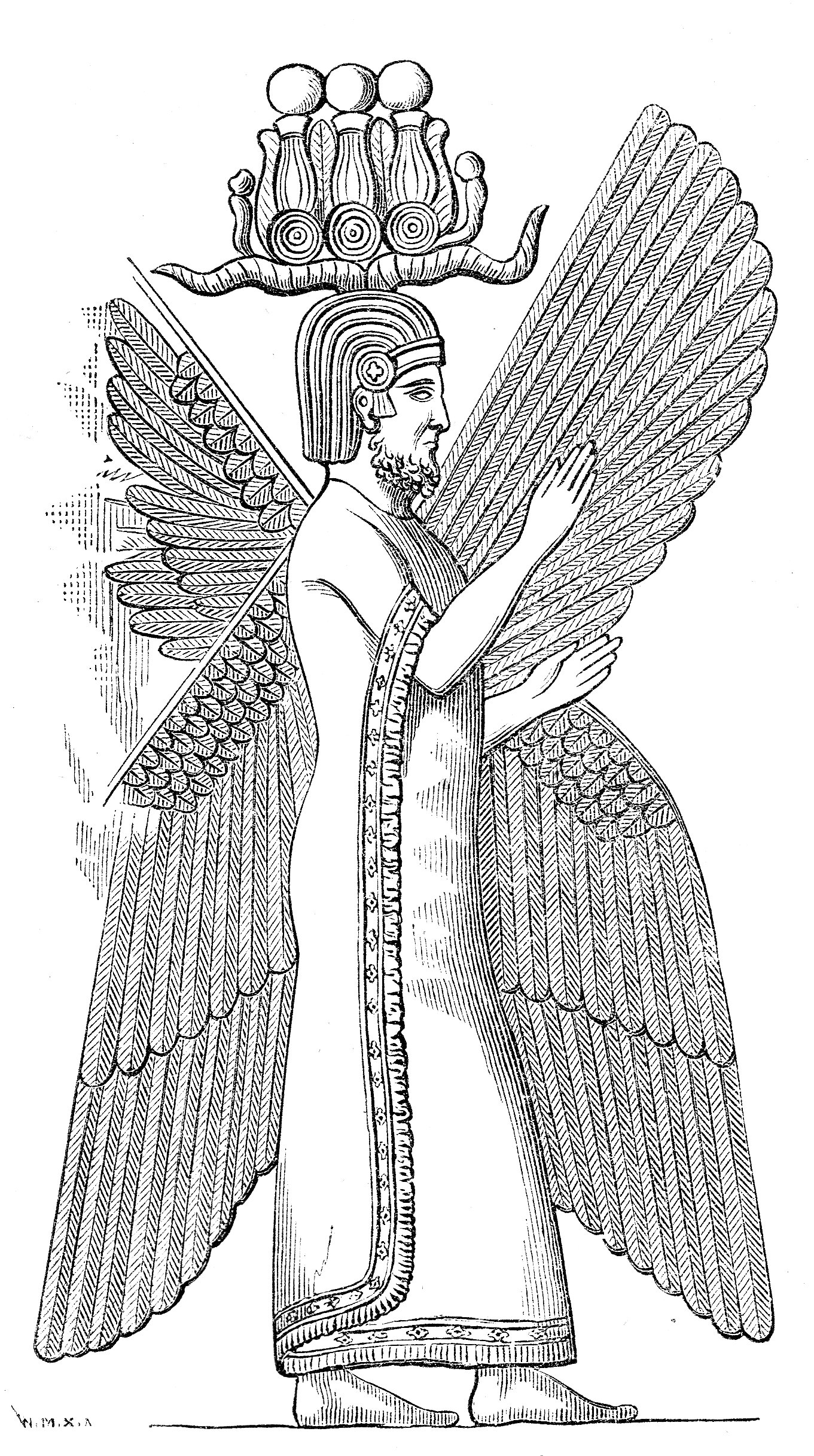
Cyrus Đại đế đội vương miện Hemhem

Vương miện Hemhem bắt nguồn từ Vương triều thứ 18, được nhìn thấy lần đầu tiên trên bức phù điêu của vua Akhenaten trong một ngôi mộ ở Amarna. Ngai vàng của vua Tutankhamun, con trai của Akhenaten, cũng xuất hiện hình ảnh của Hemhem. Đây cũng là vương miện đội đầu của một số vị vua không cai trị Ai Cập như Natakamani, Arnekhamani hay Silko. Cyrus Đại đế cũng đội vương miện này trong bức phù điêu được tìm thấy ở Pasargadae. Vương miện này được biết đến nhiều hơn trong thời Ai Cập thuộc Hy Lạp.
Thần Heka, vị thần của ma thuật, cũng đội Hemhem trên đầu. Hemhem cũng xuất hiện trong các mô tả về một đứa trẻ bước ra từ một đóa hoa súng, tượng trưng cho mặt trời mọc lúc bình minh, và cũng là thể hiện mối liên kết giữa các pharaon và thần mặt trời.